# Orquestra Sinfônica do Youtube
A Orquestra Sinfônica do Youtube é uma orquestra organizada em audições abertas hospedadas no Youtube, com a colaboração da Orquestra Sinfônica de Londres e outros parceiros. Foi lançada no 1º dia de Dezembro de 2008, sendo a primeira orquestra colaborativa com atividades on-line.

## 2009
A primeira versão da Orquestra Sinfônica do Youtube, iniciada no 1º dia de Dezembro de 2008, onde os músicos podiam se inscrever, tocando em 2 vídeos diferentes. No primeiro, o músico deveria tocar The Internet Symphony No. 1 - Eroica. No segundo vídeo, o músico tocava uma música de sua preferência. As inscrições duraram até 28 de Janeiro.
Foram selecionados mais de 90 músicos de 30 países diferentes., que foram convidados para viajar para Nova Iorque em Abril, para tocar no Carnegie Hall, sob a direção de Michael Tilson Thomas. O concerto apresentou várias músicas curtas, ensaiadas anteriormente, além de solistas convidados como Gil Shaham e Measha Brueggergosman.
A apresentação da Orquestra no Carnegie Hall aconteceu no dia 15 de Abril, sendo que o vídeo da apresentação apareceu no Youtube no dia seguinte.

## 2011
No dia 12 de Outubro de 2010, no blogue oficial do Google, foi anunciada a volta da orquestra, sendo aberta as inscrições. Os músicos tiveram duas formas de se inscrever, uma com um teste clássico, com músicas selecionadas para cada instrumento. Os solistas também poderiam se inscrever, tocando Mothership, composição feita por Mason Bates. Um vídeo da Orquestra Sinfônica de Londres tocando Mothership foi colocada no Youtube no dia 11 de Outubro de 2010.
As inscrições terminaram no dia 28 de Novembro de 2010, sendo a primeira fase. Em outra fase, os usuários do Youtube votaram nos músicos, entre 10 de Dezembro até 17 do mesmo mês. Finalmente, os músicos foram anunciados no dia 11 de Janeiro.
A apresentação da Orquestra Sinfônica do Youtube foi na Casa de Ópera de Sydney, no dia 20 de Março de 2011. Diferente de 2009, houve o streaming ao vivo da apresentação em Sydney. Mais tarde, um vídeo completo da apresentação foi colocado no Youtube.
A apresentação atraiu mais de 33 milhões de visualizações, garantindo títulos como "a apresentação de música mais assistida ao vivo na internet" e "a apresentação mais vista na história do site de compartilhamento de vídeo".